# Jesús Roldán
Jesús Roldán Maizonada (n. Villaluenga de la Sagra, Toledo; 1875-f. Toledo; 1904) fue un capitán de Infantería del ejército español con el rango de Comandante Político-Militar del distrito El Príncipe en Filipinas. Defendió Baler durante uno de los asedios que sufrió.

## Primeros años
Participó en las campañas de Cuba, Puerto Rico y Filipinas. Después de su paso por la Academia de Infantería en 1882, llegó a Filipinas en el vapor Santo Domingo incorporándose en la plaza de Cavite como profesor de cabos, y es destinado posteriormente a la Guardia Civil Veterana hasta que es ascendiendo a capitán. Entre el 2 y el 16 de mayo de 1897 participa en la ocupación de “Amadeo Alfonso”, “Méndez Nuñez” y Bailen” en la provincia de Cavite.

## El asedio de Baler
El 8 de octubre de 1897 al mando de su compañía embarcó a bordo del Cañonero de guerra “Cebú”, saliendo con rumbo a Baler (Distrito del Príncipe) a donde llegó y desembarcó el 17. En 1898 fue nombrado comandante Político Militar del Distrito de Príncipe y Jefe de las Fuerzas de aquel distrito que defendían a Baler durante el primer sitio que a este lugar pusieron los insurrectos del 16 al 23 de enero de 1898.

## Guerra hispano-estadounidense
El 21 de abril de 1898 con motivo de la campaña con los Estados Unidos fue destinado a organizar la 1.ª Compañía de Apalit, marchando el día 26 con ésta y una sección de Macabebes en socorro del destacamento de Candata, que era atacado por los insurrectos, libertándolo y regresando con él a San Fernando. El 29 de mayo marchó a Manila con su compañía prestando servicio de campaña y siendo destinado con su fuerza a la Brigada del General de la provincia de Cavite, prestando igual servicio en Noveleta (Cavite) y asistiendo a los combates y sitios que tuvieron lugar en dicha plaza desde el 29 de mayo hasta el 2 de junio, fecha en que fue hecho prisionero por los insurrectos tagalos. Logró fugarse desde Isidro (Nueva Ecija) el 28 de diciembre.

## Reconocimientos
- 1886: Cruz Blanca de 1.ª Clase al Mérito Militar
- 1897: Cruz Roja de 1.ª clase al Mérito Militar concedida por el Excmo Sr. Capitán General de Filipinas.
- 1897: Cruz Roja de 1.ª clase al Mérito Militar por las operaciones para la ocupación de Amadeo, Alfonso, Méndez-Nuñez y Bailén.
- 1897: Cruz Roja de 1.ª clase al Mérito Militar como herido en la toma del pueblo de Talisay.
- 1900: Medalla de Oro de sufrimientos por la Patria.
- 1903: Medalla de Alfonso XIII.